# Parafia św. Antoniego w Rokitnie Szlacheckim
Parafia św. Antoniego w Rokitnie Szlacheckim – parafia Kościoła Polskokatolickiego w RP, położona w dekanacie śląskim diecezji krakowsko-częstochowskiej. Msze św. sprawowane są w niedziele o godz. 10. Proboszczem parafii jest ks. mgr Janusz Świtalski.
Bezpośrednią przyczyną zainteresowania się miejscowej społeczności Kościołem Polskokatolickim był ich udział w pogrzebie mieszkańca tej wsi, który (na życzenie rodziny) prowadzili księża "narodowi" z parafii pod wezwaniem Jezusa Chryustusa w Bolesławiu. Część mieszkańców zaczęła dojeżdżać do oddalonego o 20 km Bolesławia koło Olkusza, a następnie zaprosili tamtejszego proboszcza do odprawiania nabożeństw w Rokitnie. 23 marca 1968 roku pierwszy raz spotkał się Komitet Organizacyjny Parafii Polskokatolickiej. Pierwszym administratorem parafii był ks. Andrzej Nadskakulski (następnie w parafii pracowali kks. Jerzy Tajstra, ks. Kazimierz Fonfara oraz ks. Krzyszotof Mendelewski), niebawem rozpoczęła się budowa kościoła parafialnego, którego kamień węgielny poświęcili biskupi: Leon Grochowski, Tadeusz Zieliński, Eugeniusz Magyar z Polskiego Narodowego Kościoła Katolickiego oraz biskup Julian Pękala, ówczesny zwierzchnik Kościoła Polskokatolickiego. 30 czerwca 1972 roku polskokatolicy odprawili pierwszą liturgię we własnym kościele parafialnym, którą koncelebrował arcybiskup Utrechtu Marinus Kok. Obecnie proboszczem parafii jest ks. mgr Janusz Świtalski.
Od 1992 roku w Rokitnie Szlacheckim istnieje parafia rzymskokatolicka pod wezwaniem Miłosierdzia Bożego, znajdująca się w dekanacie łazowskim diecezji sosnowieckiej.